# Воеводы инфлянтские
Воево́да ливонский (инфлянтский) — должностное лицо Речи Посполитой. Ливонское воеводство имело трёх сенаторов, которыми были: воевода инфлянтский, каштелян и епископ инфлянтские.
| №  | Период    | Имя                      | Даты рождения и смерти | Комментарии |
| -- | --------- | ------------------------ | ---------------------- | --- |
| 1  | 1667—1667 | Иероним Радзиевский      | 1612—1667              | подканцлер коронный (1650—1652), староста сохачевский (1634) и ломжинский (1637)                                      |
| 2  | 1681—1695 | Ян Теодор Шлибен         | 1638—1695              | староста гердауэнский и рогозьновский                                                                                 |
| 3  | 1695—1696 | Ян Анджей Плятер         |                        | |
| 4  | 1696—1705 | Отто Фредерик Фелькерзам | 1640—1705              | каштелян инфлянтский (1677—1685), воевода черниговский (1685—1696)                                                    |
| 5  | 1705—1707 | Фабиан Плятер            |                        | |
| 6  | 1707—1709 | Стефан Кароль Гротуз     |                        | |
| 7  | 1709—1713 | Юзеф Кос                 | 1680—1717              | |
| 8  | 1713—1722 | Пётр Ежи Пржебендовский  | ок. 1674—1755          | воевода мальборкский (1722—1755), староста пуцкий (1710—1713)                                                         |
| 9  | 1722—1735 | Антоний Морштын          |                        | |
| 10 | 1735—1736 | Ян Людвик Плятер         |                        | |
| 11 | 1737—1765 | Франтишек Якуб Шембек    | ум. 1765               | хорунжий надворный коронный (1732—1735), староста бжесць-куявский (1735—1736)                                         |
| 12 | 1765—1767 | Иоанн Анджей фон Борх    | 1713—1780              | канцлер великий коронный (с 1780), коронный подканцлер (1767—1780), подкоморий ливонский (с 1744), староста лудзский. |
| 13 | 1767—1769 | Станислав Бжостовский    | 1733 — 1769            | также староста быстрицкий, радошковичский, пропойский, маршалок литовский Радомской конфедерации, депутат сейма       |
| 14 | 1769—1775 | Юзафат Зиберг            |                        | |
| 15 | 1775—1778 | Ян Тадеуш Зиберг         | 1739 — 1806            | подкоморий ливонский (1766—1775), воевода витебский (1778—1795)                                                       |
| 16 | 1778—1788 | Каспер Рогалинский       | ок. 1725—1788          | граф Священной Римской империи, староста накельский и оборницкий, депутат сейма                                       |
| 17 | 1790—1794 | Адам Эвальд Фелькерзамб  | 1734—1794              | также каштелян витебский (1787—1790), камергер Станислава Августа Понятовского                                        |